# Skin (Peter Hammill)
Skin è un album in studio del cantante britannico Peter Hammill, pubblicato nel 1986.

## Tracce
Tutte le tracce sono di Peter Hammill, tranne dove indicato.
1. Skin
2. After the Show
3. Painting by Numbers
4. Shell
5. All Said and Done
6. A Perfect Date
7. Four Pails (Chris Judge Smith, Max Hutchinson)
8. Now Lover

## Formazione
- Peter Hammill – voce, tastiere, chitarra
- Guy Evans – batteria, percussioni
- David Jackson – sassofono
- Hugh Banton – violoncello
- David Coulter – didjeridoo
- Stuart Gordon – violino
- David Luckhurst – voce